# Les Mots pour le dire
Les Mots pour le dire je francouzský hraný film z roku 1983, který režíroval José Pinheiro podle stejnojmenného autobiografického románu Marie Cardinal. Snímek měl světovou premiéru 12. října 1983.

## Děj
Třicátnice Marie, dcera rozvedených rodičů, má záchvaty při cestování pařížským metrem. Začne proto chodit na konzultace k  psychoanalytikovi, aby našel příčiny jejího stavu.

## Obsazení
| Nicole Garcia            | Marie                 |
| Marie-Christine Barrault | Eliane                |
| Daniel Mesguich          | psychiatr             |
| Claude Rich              | Guillaume Talbiac     |
| Jean-Luc Boutté          | François              |
| Michèle Baumgartner      | Michèle               |
| Jean-Louis Foulquier     | Bertheas              |
| Robin Renucci            | otec Marie            |
| Céline Blanc-Potard      | Jeanne                |
| Violaine Gonce           | Marie jako dítě       |
| Denise Noël              | zdravotní sestra      |
| Bernard Montagner        | lékař                 |
| Annie Noël               | zdravotní sestra      |
| Robert Party             | Finchel               |
| Rudolph Monori           | Rudolph               |
| Marie Cardinal           | střihačka             |
| Chaibia                  | Nany                  |
| Marie-Jo Hareux          | žena v baru           |
| Anne-Marie Jabraud       | vedoucí stanice       |
| Zakia Tahri              | mladá tanečnice tanga |
| Adrien Kauffman          | Aristide              |

## Ocenění
- César: nominace v kategoriích  nejlepší herečka (Nicole Garcia) a nejlepší střih (Claire Pinheiro)